# Замок Барретстоун
Замок Барретстоун (англ. Barretstown Castle) — один із замків Ірландії, розташований в графстві Кілдер, в маєтку Баллімор Юстас, біля селища Баллімор Юстас.

## Історія замку Барретстоун
На цьому місці наприкінці ХІІ століття англо-норманські колоністи збудували замок після завоювання Ірландії в 1169 році. Замок був частиною системи замків Пейлу — англійської колонії в Ірландії. У свій час родина Юстас була однією з найвідоміших родин англійських колоністів в Ірландії. У XIV столітті родині Юстас належали чисельні землі в графствах Кілдер, Міт, Карлоу, Віклоу. Під час перепису 1659 року прізвище Юстас було одним з найпоширеніших прізвищ в графстві Кілдер. У Сент-Джонс збереглись реліквії роду Юстас, в тому числі і опудало коня, що належав лорду Юстас.
Перша згадка про замок Баррестоун в історичних джерелах датується 1547 роком. Тоді замок належав архієпископу Дубліна. У той час у володіннях короля Англії відбувалась реформація — Генріх VIII перейшов у протестантизм, католицькі монастирі розганялись, власність і землі католицьких монастирів конфісковувалась. Замок Баррестоун належав католицькому монастирю, монастир був розігнаний, замок перейшов у власність архієпископа Дубліна і одразу після того був конфіскований королем. Після цього замок і землі навколо нього були даровані родині Юстас як «вічна оренда».
У XVII столітті сер Волтер Борроуз одружився з дочкою графа Кілдер і придбав землі та замок Барретстоун. Його нащадки володіли цим замком більше 200 років. Сер Кілдер Борроуз — V баронет Борроуз представляв графство Кілдер та землю Гаррістоун в парламенті Ірландії в XVIII столітті.
На відміну від баронетів Юстас XVI—XVII століть баронети Борроуз ХІХ століття не грали ніякої ролі в суспільному житті. Це були тихі провінційні аристократи, непомітні землевласники. Ця династія завершилась епатажним сером Кілдером — Х баронетом Борроуз (1852—1924). Його батьком був преподобний Еразмус — VIII баронет Борроуз істотно перебудував замок Барретстоун в романтичному, середньовічному стилі з асиметричною архітектурою. Волтер Борроуз, що народився в цьому замку служив на британському флоті і загинув в бою на підводному човні 23 січня 1915 року. У 1918 році родина Борроуз залишає Ірландію і продає замок. Замок купив сер Джордж Шеппард Мюррей — шотландець, що перетворив садибу Барретстоун в завод по розведенню породистих коней, посадив біля замку багато екзотичних дерев, що нині є окрасою пейзажу.
У 1962 році леді Елізабет Арден придбала замок в родини Мюррей. За п'ять років леді Арден реставрувала замок і переобладнала. Замок набув нинішнього вигляду. Двері були пофарбовані в червоний колір на честь відомої марки парфумів «Red Door» і лишаються такими і до сьогодні.
Після смерті леді Арден в 1967 році магнат Гарфілд Вестон, що займається виробництвом бісквітів, оселився в цьому замку. Земля навколо замку була облаштована, зокрема було створене біля замку прекрасне штучне озеро.
Родина Вестон, якій належить відомий універмаг «Браун Томас» у Дубліні, дозволив уряду Ірландії з 1977 року використовувати замок для проведення національних і міжнародних конференцій та семінарів.
Уряд Ірландії орендує замок за символічну плату € 1,26 на рік на 90 років. Замок відкритий для туристів, у 1994 році замок прийняв 124 дитину. Був створений медичний центр, замок у 1995 році прийняв 300 дітей, в тому числі з України, з районів потерпілих внаслідок аварії на ЧАЕС. У 2009 році замок прийняв вже 1900 дітей з різних країн світу.